# Мухоршибирь
Мухоршиби́рь (бур. Мухар Шэбэр) — село, административный центр Мухоршибирского района Республики Бурятия. Образует сельское поселение «Мухоршибирское».
Население — 4828 чел. (2024).

## География
Расположено в 118 км южнее Улан-Удэ на федеральной автомагистрали Р258 «Байкал», на речке Мухоршибирке, левом притоке реки Сухары.

## Название
Название Мухоршибирь происходит от бурятских слов «мухар» – «тупик, конец, край», и «шэбэр» – «чаща, густой лес».

## История
Село основано в 1720 году.
В 1764 году здесь были поселены старообрядцы-семейские, сосланные из отошедших от Польши к России земель вокруг города Ветка.
В 1857 году построена Николаевская церковь Иркутской епархии. В 1857 году в селе проживало: православных 684 мужчины и 699 женщин, старообрядцев поповского толка 1610 мужчин и 2180 женщин, магометан 6 мужчин и 4 женщины, евреев 80 мужчин и 68 женщин.
В 1879 году основано Мухоршибирское крестьянское училище.
В 1916 году в селе работали 4 школы: 3 церковно-приходских и 1 школа министерства Народного просвещения.
18 декабря 1919 года в Мухоршибири началось партизанское восстание.
В 1924 году в селе открылась опорная изба-читальня. Избачом работал член ВКП(б) двадцатипятитысячник А. П. Братеньков. Мухоршибирская опорная изба-читальня обслуживала шесть сёл.
В феврале 1927 года из Ленинграда был получен кинопроектор «ГОЗ» стоимостью 775 рублей. Кинопроектор приобретён по инициативе А. П. Братенькова на средства жителей Мухоршибирского района.
26 июня 1927 года в селе появился трактор «Фордзон», принадлежащий Мухоршибирскому кредитному товариществу.
В июле 1928 года в селе появилась телефонная связь с Верхнеудинском.
В 1941 году началось автобусное сообщение с Улан-Удэ.
В 1940-е годы на основе избы-читальни создана аймачная библиотека.
Летом 1944 года контора "Сельэлектро" построила теплоэлектростанцию и электрифицировала село. В конце октября 1944 года были освещены учреждения, больница, аптека, амбулатория. Установлены фонари уличного освещения на основных улицах. Электрифицированы 100 жилых домов.
В 1966 году построен новый Дом культуры.
В 1967 году установлен телевизионный ретранслятор.

## Население
| 1959  | 1970  | 1979  | 1989  | 2002  | 2010  | 2012  |
| ----- | ----- | ----- | ----- | ----- | ----- | ----- |
| 3647  | ↗4399 | ↗5118 | ↗5903 | ↘5475 | ↘5207 | ↘5155 |
| 2013  | 2014  | 2015  | 2016  | 2017  | 2018  | 2019  |
| ↗5170 | ↘5153 | ↗5166 | ↘5162 | ↘5128 | ↘5097 | ↘5066 |
| 2020  | 2021  | 2023  | 2024  |       |       |       |
| ↘5014 | ↘4891 | ↘4852 | ↘4828 |       |       |       |

## Транспорт
Через населённый пункт пролегает автотрасса Р258 (М55) «Байкал», соединяющая Иркутск и Читу. В центре села расположена автостанция, с которой отправляются автобусы и маршрутные такси в крупные населенные пункты района, а также столицу Бурятии — Улан-Удэ.

## Объекты культурного наследия
В селе расположены памятники истории:
- Братская могила пяти комсомольцев, погибших от рук классовых врагов;
- Братская могила семи партизан, погибших в борьбе с японскими интервентами и семёновцами.

## Религия

### Никольская церковь

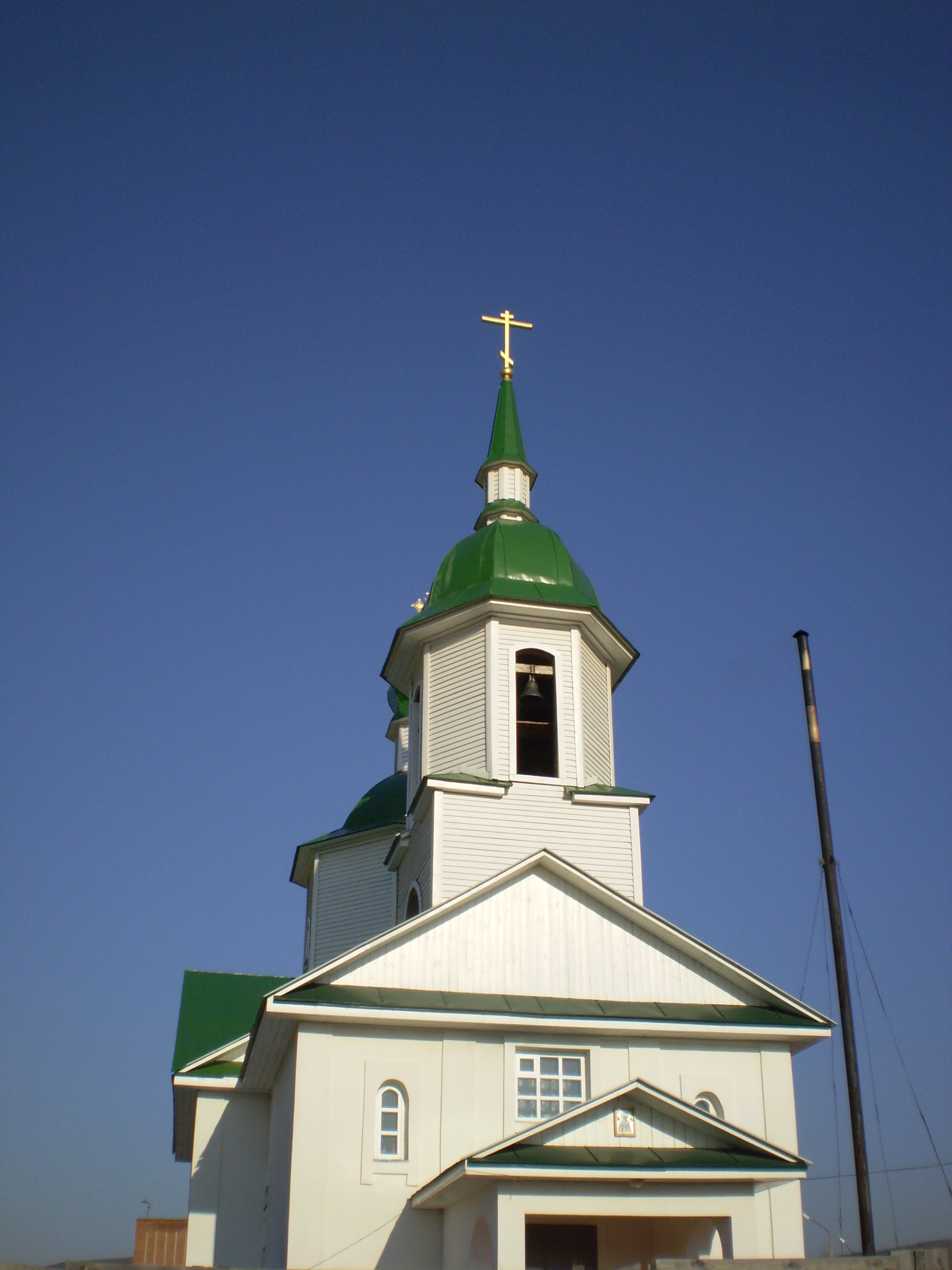
Никольская церковь

Никольская церковь —  православный храм,  относится к Улан-Удэнской епархии Бурятской митрополии Русской православной церкви.
10 сентября 1997 года в селе был образован Свято-Никольский приход. Богослужения проходили в молельном доме на территории больницы.
В 1998 году в приходе останавливался Всероссийский Крестный ход «За Веру и Отечество» (маршрут Владивосток — Москва).
В 2002 году освящено место под строительство новой церкви.
В 2006 году установлен и освящён крест на центральном куполе.
В 2007 году в храме проведено малое освящение.
В октябре этого года в Свято-Никольской церкви останавливался Всероссийский Крестный ход «Под звездой Богородицы».
28 сентября 2008 года Свято-Никольская церковь была освящена полным чином епископом Читинским и Забайкальским Евстафием.

## Радио
- 102,5 Радио России / Бурятское Радио